# Gediminas Bagdonas
Gediminas Bagdonas (Mantviliškis, 1985. december 26. –) litván profi kerékpáros.  Országúton és pályán egyaránt versenyzett. 2021-ben visszavonult a versenyzéstől.

## Eredményei pálya-kerékpározásban
2003
3., Pályakerékpáros-Európa-bajnokság - Csapat üldözőverseny - Junior
2005
5., Pályakerékpáros-Európa-bajnokság - Csapat üldözőverseny - U23
2006
2., Pályakerékpáros-Európa-bajnokság - Egyéni üldözőverseny - U23
3., Pályakerékpáros-Európa-bajnokság - Csapat üldözőverseny - U23

## Eredményei országúti versenyzésben
| 2004 3., Litván országúti bajnokság - Időfutam bajnokság 8., Litván országúti bajnokság - Mezőnyverseny 2005 3., összetettben - Olympia's Tour 7. - La Côte Picarde 2006 3., Litván országúti bajnokság - Időfutam bajnokság 2007 1., Litván országúti bajnokság - Időfutam bajnokság 1., összetettben - Triptyque des Barrages 1., 2. szakasz 5. - EOS Tallinn GP 7. - Beverbeek Classic 7. - Schaal Sels - Merksem 7., összetettben - Tour de Slovakia 2008 5., összetettben - Mazovia Tour 6. - SEB Tartu GP 8. - Five Rings of Moscow 2009 1., - Memorial Philippe Van Coningsloo 2., Litván országúti bajnokság - Mezőnyverseny 4., Litván országúti bajnokság - Időfutam bajnokság 2010 4. - Tartu GP 4., Litván országúti bajnokság - Mezőnyverseny 5., Litván országúti bajnokság - Időfutam bajnokság 2011 1., Litván országúti bajnokság - Időfutam bajnokság 1., összetettben - An Post Ras 1., 2. szakasz 1., 4. szakasz 1., összetettben - Ronde de l'Oise 1., 2. szakasz 1., 7. szakasz - Tour of Britain 2., Litván országúti bajnokság - Mezőnyverseny | 2012 1., Litván országúti bajnokság - Mezőnyverseny 1., összetettben - Baltic Chain Tour 1., 2. szakasz 1., 4. szakasz 1., 5. szakasz 1. - Ronde van Noord-Holland 1. - Memorial Philippe Van Coningsloo 2. - Omloop der Kempen 2. - Rund um Köln 3., Litván országúti bajnokság - Időfutam bajnokság 3., összetettben - Omloop van het Waasland 7. - Handzame Classic 8. - Driedaagse van West-Vlaanderen 9., összetettben - An Post Ras 1., 3. szakasz 2013 2., Litván országúti bajnokság - Időfutam bajnokság 2014 Legjobb sprinter - Tour of Dunkirk 3., Litván országúti bajnokság - Időfutam bajnokság 8., Cholet-Pays de Loire 2015 2., Litván országúti bajnokság - Időfutam bajnokság 8., Párizs–Bourges 10., Grand Prix de la Somme 2016 6., Grand Prix de la Somme |

## Grand Tour eredményei
| Grand Tour | 2015 | 2016 |
| ---------- | ---- | ---- |
| Giro       | -    | -    |
| Tour       | -    | -    |
| Vuelta     | 154. | 134. |